# Camilo de Mattos
Joaquim Camillo de Moraes Mattos ou, como era conhecido, Camilo de Mattos (Rio Novo, 13 de dezembro de 1892 - Ribeirão Preto, 24 de agosto de 1945), foi um político de origem mineira, radicado em Ribeirão Preto. Camilo de Mattos foi prefeito, vice-prefeito, vereador e presidente da câmara municipal de Ribeirão Preto.
Camilo de Mattos foi pai do também prefeito de Ribeirão Preto, Luiz Augusto Gomes de Mattos.

## História

### Juventude
Camilo de Mattos nasceu em Rio Novo, Minas Gerais, em 13 de dezembro de 1892. Filho de Joaquim de Oliveira Mattos e Ambrosina de Mattos, veio para Ribeirão Preto com a mãe, depois que está ficou viúva.
Mudou-se para São Paulo, capital, ainda na juventude, para estudar direito. Formou-se advogado e retornou a região de Ribeirão Preto para trabalhar como delegado de polícia na cidade de Cravinhos. Em 1919, casou-se com Maria das Dores Gomes de Mattos.

### Vida política
Em 1923 foi eleito vice-prefeito de Ribeirão Preto, ficando no cargo até 1926, quando assumiu o cargo máximo da prefeitura. Ainda em 1926 voltou ao cargo de vice-prefeito.
Entre 1925 e 1927, presidiu o Comercial de Ribeirão Preto. Sendo o 9º presidente da história do clube.
Ocupou o cargo de Presidente da Câmara Municipal de Ribeirão Preto e depois foi suplente de Deputado pelo Partido Republicano Paulista.

### Final da vida
Afastado da política, exerceu o cargo de consultor jurídico das Usinas Junqueira, e foi Diretor Presidente do Educandário Cel. Quito Junqueira.
Faleceu em Ribeirão Preto em 24 de agosto de 1945, ano em que seu filho, Luiz Augusto Gomes de Mattos, assumiu como prefeito de Ribeirão Preto.

## Homenagens
Pela Lei nº 485, de 29 de dezembro de 1955, a Câmara Municipal de Ribeirão Preto, autorizou a prefeitura municipal a erigir um monumento em homenagem a Camilo de Mattos. A lei determinava que o monumento fosse colocado na praça Coração de Maria.
O monumento, porém, só foi instalado em 10 de outubro de 1976, por iniciativa de Feres Sabino, então presidente da Ordem dos Advogados do Brasil-RP e Câmara Municipal de Ribeirão Preto. A escultura do busto de Camilo de Mattos, com características simples, mas baseada na estatuamania, foi feita de bronze, e é de autoria de Arlindo Castelani de Carli. No pedestal, de granito, há uma placa, também de bronze, com a frase: JOAQUIM CAMILLO DE MATTOS, VIVO ERA UM CAMINHO DE LUZ, MORTO É A LUZ DOS CAMINHOS - HOMENAGEM DO POVO DE RIBEIRÃO PRETO.
Na madrugada do dia 11 de julho de 2024 o monumento foi furtado de um pedestal na Praça XV de Novembro, no Centro de Ribeirão Preto, é a segunda vez, já tendo ocorrido outro furto em 1984.